# Institut supérieur de l'automobile et des transports
Fundada en 1991, l’Institut supérieur de l'automobile et des transports, també anomenada ISAT, és una Grande école d'enginyeria de França. Està situada a Nevers, França: Campus Université de Bourgogne. ISAT és l'única escola d'enginyeria pública francesa especialitzada en automòbils.
L’ISAT és un establiment públic d'ensenyament superior i recerca tècnica.
L'Escola lliura 
- el diploma d'enginyer de ISAT (Màster Ingénieur ISAT)
- el diploma Màster recerca

## Laboratoris d'investigació
- Energia, Propulsió i Medi Ambient
- Vehicles intel·ligents
- Durabilitat i estructures compostes
- Vibracions i acústica de transport.